# Таксони біосфери
Таксони біосфери — таксономічні одиниці біосфери як цілого, що характеризуються певними біосферними параметрами (біогеохімічним харчовим ланцюгом, пороговими концентраціями хімічних елементів і певними біологічними реакціями): регіони біосфери, субрегіони біосфери, біогеохімічні провінції. Концепція таксономічного поділу була розроблена В. В. Ковальським (1976).
Як показав В. І. Вернадський, вміст, міграція і акумуляція хімічних елементів зумовлені усім комплексом природних факторів. Пізніше, розроблюючи ідеї біогеохімічного районування, В. В. Ковальський розглядав як єдине ціле геохімічне середовище (породи, природні води, ґрунти), фізіологічні і біологічні особливості організмів. При такому аналізі виявляються зв'язки між недостачею або надлишком мікроелементів, їх кількісними співвідношеннями і станом живих організмів аж до появи ендемічних (місцевих) захворювань, а результати досліджень є основою для біогеохімічного районування. В основу такого районування В. В. Ковальський поклав біогеохімічні зони і біогеохімічні провінції.
В. В. Ковальский створив новий напрям — геохімічну екологію організмів (мікроорганізми, рослини, тварини і людина). Розробив вчення про біогеохімічне районування біосфери, прийняте в СРСР і за кордоном, як провідний метод вивчення екологічної будови біосфери, що включає критерії біогеохімічного районування біосфери (біогеохімічний харчовий ланцюг — біогенні цикли хімічних елементів), порогові концентрації хімічних елементів, біологічні реакції організмів. Ввів нові таксони районування — регіони і субрегіони біосфери, прийняті міжнародними організаціями. Досліджував реакції організму на нестачу або надлишок в середовищі окремих мікроелементів, ендемічні хвороби рослин, тварин і людини. Довів існування локальних біогеохімічних відмінностей біогенних циклів біосфери, що свідчить про гетерогенність біосфери і створює умови для обґрунтування практичного використання мікроелементів у сільському господарстві, медицині і живленні людини. Ученим описаний ряд ендемічних захворювань тварин і людини, вивчені біохімічні процеси їх патогенезу. Отримані дані лягли в основу геохімічної екології ендемічних захворювань тварин і людини.
Таксони першого порядку об'єднують регіони біосфери, що мають географічні ознаки ґрунтово-кліматичних зон або їх поєднань, але з урахуванням якісної і кількісної характеристики біогеохімічного харчового ланцюга хімічних елементів (біогенних циклів) і переважаючих біологічних реакцій організмів на природний хімічний склад середовища або його техногенні зміни (до останніх відносяться, наприклад, зміна хімічного складу організмів, обміну речовин, порогової чутливості, різних реакцій у вигляді ендемічних захворювань).
Таксони другого порядку, іменовані субрегіонами, розділяються на дві групи:
субрегіони біосфери, в якій комбінуються ознаки регіону по концентраціях, що досягають порогових величин, і можливі прояви специфічних біологічних реакцій;
субрегіони, ознаки яких не сприяють характеристиці регіону — вони зазвичай утворюються під рудними тілами при розсіянні концентрованих в них елементів, у безстічних районах, в районах вулканізму, а також при техногенних забрудненнях біосфери.
Таксони третього порядку включають біогеохімічні провінції — території різних розмірів у складі субрегіонів біосфери з постійними характерними реакціями організмів (наприклад, ендемічні захворювання). Розрізняють природні і техногенні біогеохімічні провінції (Ковальський, 1978).
Біогеохімічний харчовий ланцюг — східці здійснення первинного зв'язку організмів і геохімічного середовища (хімічні елементи ґрунтоутворюючих порід, ґрунтів і мулів, води, повітря, мікроорганізмів, рослин, тварин, кормів, харчових продуктів та ін.) з біогенними циклами у біосфері. Термін ввів в науку В. В. Ковальський (1965).
Регіони біосфери — таксони першого порядку глобальної екосистеми (біосфера), що мають ознаки ґрунтово-кліматичних зон або їх поєднань, але з урахуванням біогеохімічного харчового ланцюга хімічних елементів і переважаючих біохімічних реакцій на природний хімічний склад або його техногенні зміни (зміна хімічного складу організмів і обміну речовин, порогова чутливість, реакція у вигляді морфологічної мінливості, ендемічних захворювань та ін.). Концепція регіонів біосфери найчіткіше розроблена В. В. Ковальським(1969).
Субрегіони біосфери — таксони біосфери другого порядку (наступні за регіонами біосфери), що характеризуються біогеохімічною мозаїчністю і виділяються за принципом географічної безперервності. Розрізняють субрегіони біосфери, в яких комбінуються ознаки регіону по концентраціях хімічних елементів, що можуть досягати порогових величин, співвідношеннях хімічних елементів і можливому прояві специфічних біологічних реакцій, і субрегіони біосфери, ознаки яких не відповідають характеристиці регіону (вони утворюються над рудними родовищами при розсіянні хімічних елементів рудних тіл, у безстічних районах, в районах вулканізму). Реакції організмів (популяцій, біоценозів) на неоднорідність субрегіонів біосфери проявляються нерівномірно: частина субрегіонів біосфери, де концентрація хімічних елементів постійно нижче або вище за нижні і верхні порогові величини, характеризується постійними біологічними ендемічними реакціями, частина є потенційно небезпечною відносно можливості появи ендемічних захворювань, частина ж характеризується тільки можливим рідкісним виникненням окремих біологічних реакцій. Концепція субрегіонів біосфери найдетальніше розроблена В. В. Ковальським (1969).
Біогеохімічна провінція — окрема ділянка поверхні Землі, що відрізняється від інших подібних ділянок за вмістом (надлишок або нестача) і складом хімічних елементів і речовин, що містяться в ґрунтах, водах, рослинах і тваринах. Живі організми специфічним чином реагують на хімічні характеристики біогеохімічної провінції, внаслідок чого виникають, напр., ендемічні захворювання (при нестачі йоду в об'єктах середовища виникає ендемічний зоб у людини і тварин; при нестачі цинку — розетковість або дрібнолистність у плодових дерев, при надлишку міді у поєднанні з надлишком вапна — хлороз рослин і т. д.). Термін і обґрунтування концепції біогеохімічної провінції належать О. П. Виноградову (1940).